# Svenska Rovdjursföreningen
Svenska Rovdjursföreningen är en ideell förening med syfte att skapa acceptans för rovdjur. 
Föreningen skapades genom att föreningarna Våra Rovdjur och Varggruppen gick samman 1997 och har omkring 4 000 medlemmar. 

## Ordförande
- 2016–2018 Torbjörn Nilsson